# Saint-Thibaut
Pour l’article ayant un titre homophone, voir Saint-Thibault.
Saint-Thibaut est une ancienne commune française située dans le département de l'Aisne, en région Hauts-de-France.
La commune, à la suite d'une décision du conseil municipal et par arrêté préfectoral du 30 septembre 2021, est une commune déléguée de la commune nouvelle de Bazoches-et-Saint-Thibaut, depuis le 1er janvier 2022.

## Géographie

### Description
Saint-Thibaut est un village rural du Soissonnais, situé à une trentaine de kilomètres à l'ouest de Reims, à 23 km au sud-est de Soissons et à une trentaine de kilomètres au sud de Laon. Le bourg le plus proche est celui de Fismes.
Il est aisément accessible depuis la RN 31, est l'un des plus petits de l'arrondissement de Soissons et ne possède ni église, ni cimetière, ni école.

### Hydrographie
Le village est limité au nord par la Vesle, affluent en rive gauche de l'Aisne (affluent de l'Oise) et donc un sous-affluent de la Seine par l'Oise.
Il est également drainé par le Ru du Beau et la Fausse rivière, qui se jettent dans la Vesle dans la commune.

## Urbanisme

### Typologie
Saint-Thibaut est une commune rurale,. Elle fait en effet partie des communes peu ou très peu denses, au sens de la grille communale de densité de l'Insee,.
Par ailleurs la commune fait partie de l'aire d'attraction de Reims, dont elle est une commune de la couronne. Cette aire, qui regroupe 295 communes, est catégorisée dans les aires de 200 000 à moins de 700 000 habitants,.

### Occupation des sols
L'occupation des sols de la commune, telle qu'elle ressort de la base de données européenne d’occupation biophysique des sols Corine Land Cover (CLC), est marquée par l'importance des territoires agricoles (67,4 % en 2018), une proportion identique à celle de 1990 (67,4 %). La répartition détaillée en 2018 est la suivante : 
terres arables (61 %), forêts (32,6 %), zones agricoles hétérogènes (6,4 %).
L'évolution de l’occupation des sols de la commune et de ses infrastructures peut être observée sur les différentes représentations cartographiques du territoire : la carte de Cassini (XVIIIe siècle), la carte d'état-major (1820-1866) et les cartes ou photos aériennes de l'IGN pour la période actuelle (1950 à aujourd'hui).

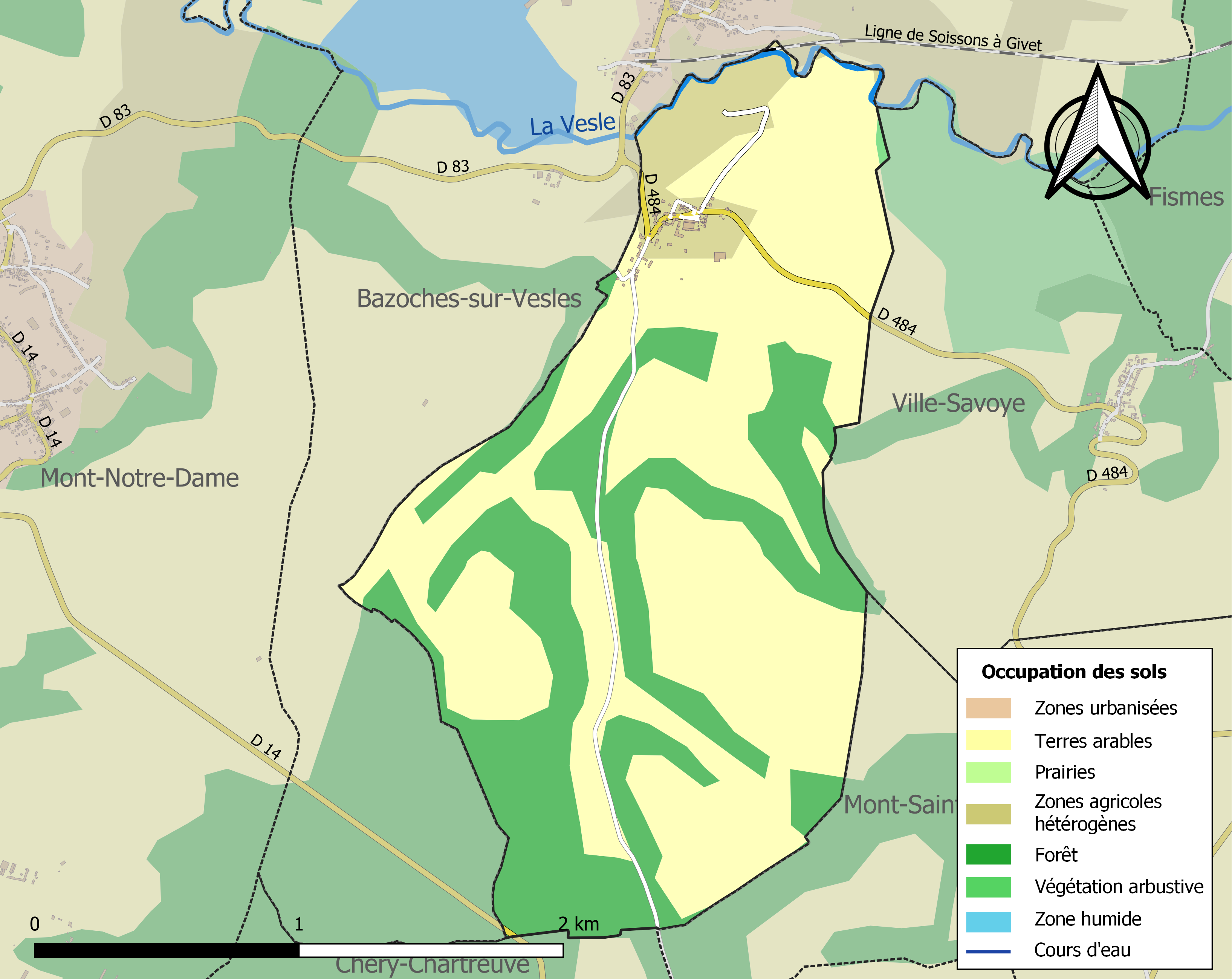
Carte de l'occupation des sols de la commune en 2018 (CLC).

## Toponymie
Le nom de la localité est attesté sous les formes Sanctus-Theobaldus (1150) ; Sanctus-Theobaldus-juxtà-Basochias (1247) ; Saint-Thiébaut (1282) ; Prioré de Saint-Thiébaut-dessus-Bazoches (1384) ; Saint-Thibault (1710).

Le village porte le nom d'un bienheureux du Xe siècle  né à Vienne (France), Thibaut de Provins. C'est un nom porté par plusieurs comtes de Champagne, tels que Thibaut Ier de Navarre, surnommé Thibaut le Chansonnier.

## Histoire

### Moyen Âge
Le village est fondé au xe siècle par les sires de Chatillons, seigneurs de Bazoches.
Le village a été un hameau de Bazoches, puis les habitations se sont rassemblées autour du prieuré Saint-Thibauld-les-Basoches, fondé avant 1080 par les seigneurs de Bazoches, sur une colline que surmontent les plateaux du Mont-Notre-Dame et du Mont-Saint-Martin,. Quelques années plus tard, Marassès, l'un d'eux, donne en réparation de ses torts ce prieuré à l'abbaye bénédictine de Marmoutiers de Tours, vers l'an 1086.

### Époque moderne
« Vers la fin du XVIIe siècle, et très-probablement en 1696, les Bénédictins anglais de l'ordre de Cluny, établis à Paris depuis l'an 1674, succédèrent aux religieux de Marmoutier dans le prieuré de Saint-Thibault de Bazoches ». Les bénédictins étaient, au XVIIIe siècle,  seigneurs du village et décimateurs de dix cures.
L'église Saint-Luc est partiellement démolie lors de la Révolution française, et disparait totalement entre 1837 et 1842. Les matériaux vendus au profit de l'église de Bazoches pour servir à la construction d'un chemin et à élever une bergerie sur l'emplacement du bas-côté gauche. Eugène Viollet-le-Duc s'est intéressé à cet édifice, il a fait des démarches pour le sauver sans y parvenir.
Le prieuré est vendu comme bien national le 13 septembre 1791 à Jean-Louis Grevin pour 21.400 livres (A.D. Aisne, Q 835/91)
Louis de Rivocet, seigneur de Mont-Saint-Martin et de Ville-Savoye, achète le 28 septembre 1791 la ferme du prieuré pour 81.500 livres.

### Première Guerre mondiale
Le village a été décoré de la Croix de guerre 1914-1918 le 21 octobre 1920.

## Politique et administration

### Découpage territorial
La commune de Saint-Thibaut est membre de la communauté de communes du Val de l'Aisne, un établissement public de coopération intercommunale (EPCI) à fiscalité propre créé le 28 décembre 1994 dont le siège est à Presles-et-Boves. Ce dernier est par ailleurs membre d'autres groupements intercommunaux.
Sur le plan administratif, elle est rattachée à l'arrondissement de Soissons, au département de l'Aisne et à la région Hauts-de-France. Sur le plan électoral, elle dépend du  canton de Fère-en-Tardenois pour l'élection des conseillers départementaux, depuis le redécoupage cantonal de 2014 entré en vigueur en 2015, et de la cinquième circonscription de l'Aisne  pour les élections législatives, depuis le dernier découpage électoral de 2010.

### Fusion de communes
Avant les élections municipales de 2020 dans l'Aisne, les maires sortants de Bazoches-sur-Vesles et Saint-Thibaut — qui ne se représentaient pas — ont évoqué une fusion de leurs communes, qui pourraient constituer une commune nouvelle.
En 2020, le projet de commune nouvelle est toujours porté par les deux conseils municipaux nouvellement élus.

### Administration municipale
Le nombre d'habitants de la commune étant inférieur à 100, le nombre de membres du conseil municipal est de 7.

### Liste des maires
| Période                                  | Période          | Identité                | Étiquette | Qualité                                            |
| ---------------------------------------- | ---------------- | ----------------------- | --------- | -------------------------------------------------- |
| Les données manquantes sont à compléter. |                  |                         |           |                                                    |
| 1790                                     |                  | Jean Simon Houtelette   |           |                                                    |
| An IV                                    |                  | Jean Charles Bizon      |           | Président de l'administration Cantonale à Bazoches |
| An VIII                                  |                  | Gérôme Marlot           |           | Agent Municipal                                    |
| 1805                                     | 1810             | Casimir Mercier         |           | .                                                  |
| avant 1874                               | 1875             | M. Chambraux            |           |                                                    |
| 1931                                     | 1943             | Émile Gladieux          |           | .                                                  |
| 1943                                     |                  | Paul Gauthier           |           | .                                                  |
| Les données manquantes sont à compléter. |                  |                         |           |                                                    |
| mars 2001                                | mars 2008        | Bernard Desormiere      |           |                                                    |
| mars 2008                                | mai 2020         | Claudine Horblin        | DVG       |                                                    |
| mai 2020                                 | 31 décembre 2021 | Sébastien David MERCIER | SE        | Agent Général d’Assurance AXA                      |

### Liste des maires délégués
| Période      | Période                      | Identité                | Étiquette | Qualité                       |
| ------------ | ---------------------------- | ----------------------- | --------- | ----------------------------- |
| janvier 2022 | En cours (au 1 janvier 2022) | Sébastien David MERCIER | SE        | Agent Général d’Assurance AXA |

## Démographie
L'évolution du nombre d'habitants est connue à travers les recensements de la population effectués dans la commune depuis 1793. Pour les communes de moins de 10 000 habitants, une enquête de recensement portant sur toute la population est réalisée tous les cinq ans, les populations de référence des années intermédiaires étant quant à elles estimées par interpolation ou extrapolation. Pour la commune, le premier recensement exhaustif entrant dans le cadre du nouveau dispositif a été réalisé en 2007.

En 2022, la commune comptait 87 habitants, en évolution de +20,83 % par rapport à 2016 (Aisne : −1,97 %, France hors Mayotte : +2,11 %).
| 1793 | 1800 | 1806 | 1821 | 1831 | 1836 | 1841 | 1846 | 1851 |
| ---- | ---- | ---- | ---- | ---- | ---- | ---- | ---- | ---- |
| 141  | 123  | 116  | 130  | 135  | 159  | 145  | 145  | 147  |

| 1856 | 1861 | 1866 | 1872 | 1876 | 1881 | 1886 | 1891 | 1896 |
| ---- | ---- | ---- | ---- | ---- | ---- | ---- | ---- | ---- |
| 145  | 131  | 125  | 128  | 118  | 111  | 110  | 108  | 101  |

| 1901 | 1906 | 1911 | 1921 | 1926 | 1931 | 1936 | 1946 | 1954 |
| ---- | ---- | ---- | ---- | ---- | ---- | ---- | ---- | ---- |
| 111  | 104  | 108  | 51   | 98   | 83   | 86   | 70   | 73   |

| 1962 | 1968 | 1975 | 1982 | 1990 | 1999 | 2006 | 2007 | 2012 |
| ---- | ---- | ---- | ---- | ---- | ---- | ---- | ---- | ---- |
| 78   | 84   | 64   | 49   | 45   | 57   | 61   | 61   | 62   |

| 2017 | 2022 | - | - | - | - | - | - | - |
| ---- | ---- | - | - | - | - | - | - | - |
| 78   | 87   | - | - | - | - | - | - | - |

## Culture locale et patrimoine

### Lieux et monuments
- La mairie : sa taille est proportionnée à celle du village et sa surface au sol est d'environ 25 m². Un petit clocher en maçonnerie jouxte la mairie, abritant une cloche provenant de l'ancienne église paroissiale.
- Le monument aux morts  construit par Camille Bertin et Ernest Revellat est inauguré le 8 novembre 1931 par le Maire Émile Gladieux. Pour la circonstance, le village est coquettement pavoisé, fleuri avec la présence du maire et des corps constitués, du député Monnet, du conseiller général Robinneau, devant une foule rassemblée devant le monument [26].

En mai 1987, l'ambassadeur des États-Unis, Joe Rodgers, accompagné de son épouse et de sa mère âgée de 93 ans, sont venus faire un pèlerinage privé, à l'occasion du Mémorial Day. Après recueillement, ils ont déposé une gerbe fleurie au pied du monument. Son père avait vaillamment combattu aux côtés des Français dans un régiment de pionniers du Génie et, c'est du village de Saint-Thibaut qu'il avait expédié une carte postale vers les États-Unis pour donner de ses nouvelles[réf. nécessaire].